# 비두킨트 (작센)

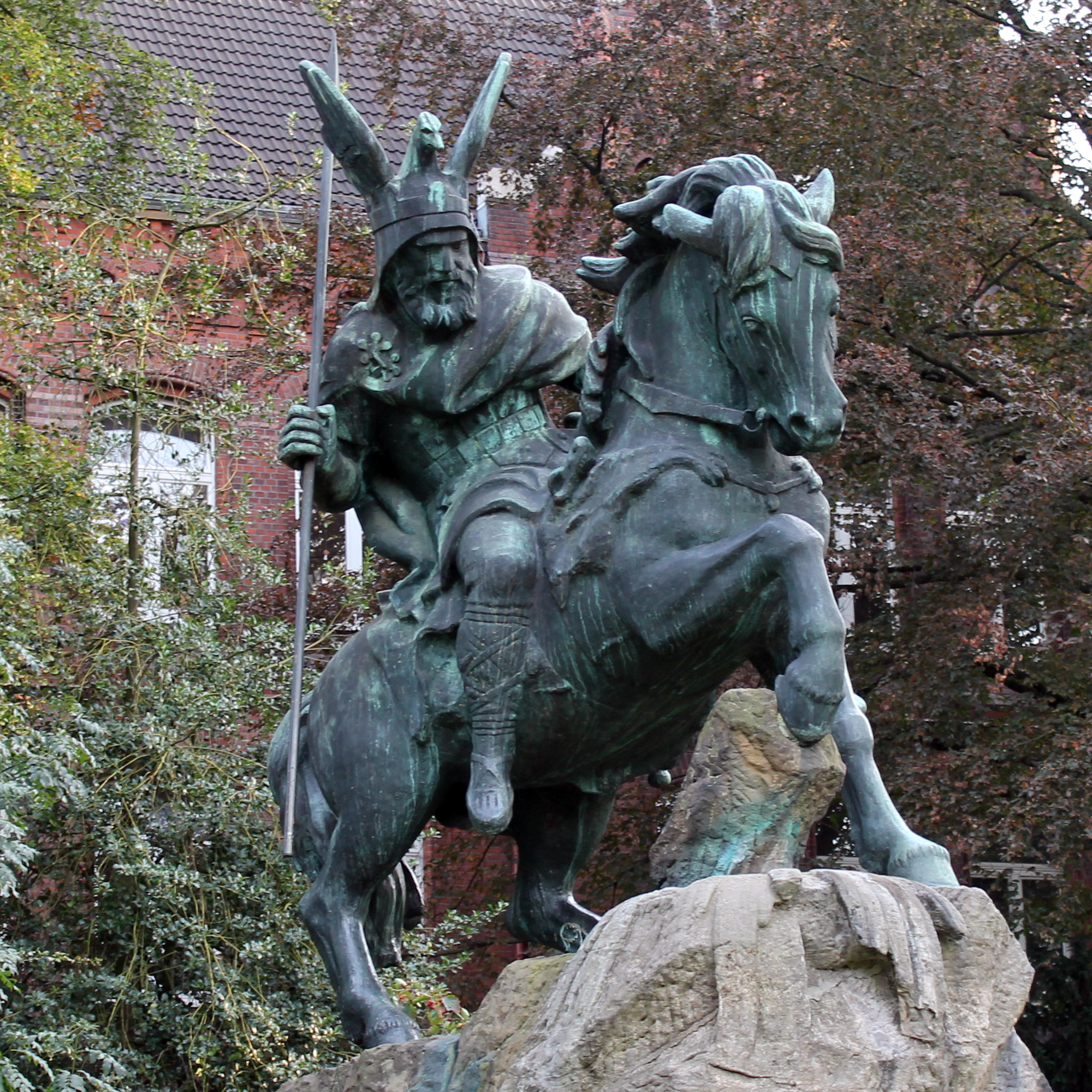
노르트라인베스트팔렌주 헤르포드에 세워진 비두킨트 동상

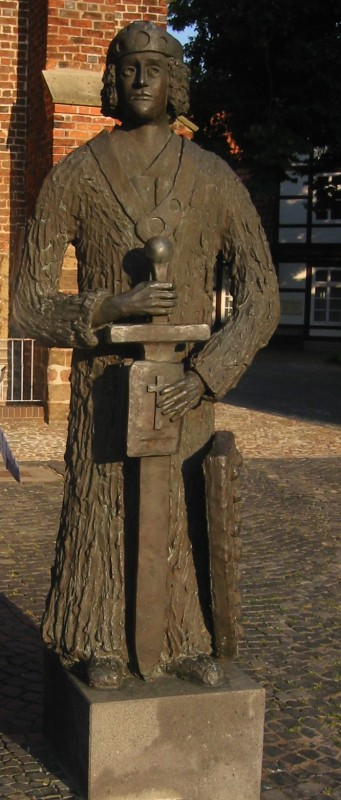
닌부르크에 세워진 비두킨트 동상

비두킨트 폰 작센(독일어: Widukind von Sachsen, 730년 ~ 807년/809년경)은 게르만 작센족의 부족 지도자로, 프랑크 왕국의 카를 대제에 저항하였다. 그는 작센족의 부족 공작으로 알려져 있다.
작센족의 기록보다는 아날 연대기의 777년 기사에 처음 언급되고 프랑크족 역사가들의 사서에 주로 언급되는데, 프랑크족의 관점에서 그는 반역자, 반란자로 기록되었다. 777년부터 785년 카를 대제의 원정 당시 그는 작센족의 지도자였고, 8년간의 프랑크족의 공격에 저항하였다. 프랑크족과의 전쟁에서 수천 명의 작센 족이 학살당했고, 부족 고유의 종교를 버리고 로마 가톨릭 교회로 강제 개종당했다. 후일 비두킨트는 작센족 독립의 상징이자 전설적인 지도자로 추대되었다.

## 생애
비두킨트의 출신 가계나 삶에 대해서는 정확하게 알려진 것이 없고, 베스트팔렌 출신이며, 작센 족의 유력자 가문에서 태어난 것으로 추정된다. 그의 이름 비두킨트는 고대 작센어로 나무의 자녀(child of the wood) 또는 늑대(wolf)를 의미한다. 비두킨트가 그의 본명이 아니라 영광스러운 별명이었을 수 있다는 견해도 있다. 또한 그와 함께 카를 대제에 저항한 작센 족 지도자 아비(Abbi) 또는 아비오(Abbio)라는 인물과도 정확하게 어떤 관계인지는 알려져 있지 않다.
그의 정확한 가족 관계는 알려진 것이 없으나, 후일 작센족을 통치하는 오토 왕가의 인물 중 하인리히 1세의 부인 마틸다 폰 링겔하임이 비두킨트의 후손이라 한다. 비두킨트 폰 코르바이의 마틸다 연대기에는 마틸다 폰 링겔하임이 그의 후손이라 기록하였다. 일설에는 하인리히 1세 역시 그의 증손자뻘 혹은 4대손 정도 되는 친척으로 추정하기도 하나, 하인리히 1세나 오토 광휘공, 리우돌핑가의 시조 리우돌프와 비두킨트의 관계는 정확하지 않다. 그의 아내 게브하(Gevha) 혹은 게우아(Gheua)에 대한 기록도 단편적이어서 브라운슈바이크의 민담과 동요를 통해 구전된다.
그에 대한 기록은 거의 남아있지 않고, 그의 원수인 카롤루스 대제 측과 프랑크 족 역사가들의 기록에 주로 의존하기 때문에 명확히 알려진 것은 없다. 프랑크 왕국의 역사서에서는 그를 줄곧 반란군, 반역자로 묘사하고 있다.
772년부터 785년 카를 대제는 작센족 원정을 단행한다. 프랑크인 열왕편년사 아날 연대기(Royal Frankish Annals)에 의하면 772년 카를 대제는 작센족을 정벌하고, 작센 땅에 있는 이르민술(Irminsul, 작센의 부족 토속신앙)의 파괴를 명하였다. 773년에 그는 작센족을 이끌고 이르민술 파괴에 대한 보복으로, 카를 대제가 이탈리아를 방문한 틈을 타, 프랑크 왕국의 데벤테르를 습격하였다. 초기에 작센족은 카를 대제의 요구대로, 부족 토속신앙을 버리고 로마 가톨릭 교회로 개종하겠다고 약속했다. 그러나 카를 대제가 군사를 이끌고 회군한 뒤 작센족은 다시 자신들의 전래 토속신앙을 유지했고, 분개한 카를 대제는 다시 군사를 이끌고 작센족 원정을 단행하고, 작센 전쟁 기간 중 베스트팔렌 일대는 황폐화되었다. 카를 대제는 변경백령을 신설하고 법을 제정, 작센 부족 정벌을 전담하게 했다. 비두킨트는 작센 출신 장수 아비 또는 아비오와 함께 카를 대제가 이끄는 프랑크족 군대와 맞서 저항하였다.
비두킨트는 아날 연대기의 777년 기사에 처음 언급되는데 그는 작센족 귀족이 카를 대제에 의해 파데보른(Paderborn)의 종교법정에 연행될 때 끌려가지 않은 유일한 작센 부족 귀족으로 나타난다. 그는 덴마크족 지도자 지그프리드 혹은 시구르드 흐링그에게 도움을 요청했다. 이듬해 베스트팔렌의 작센족을 이끌고 프랑크 왕국의 라인란트를 공격, 이베리아반도를 원정하러 간 카를 대제는 비두킨트를 상대할 수 없었다. 비두킨트는 다시 덴마크로 가서 지원군을 요청했고, 782년 비두킨트는 덴마크 지원군을 이끌고 돌아와 작센족 귀족들과 함께 반란을 일으켰다. 카를 대제는 곧바로 원정을 단행했고,[782년부터 784년 비두킨트의 작센 군은 프랑크족 군대와 교전했다. 이때 베르덩 대학살에서 카를 대제는 4,500여 명의 [작센족을 처형하였다.
비두킨트는 다시 프리기아인들과 동맹을 맺고 이들의 지원을 받았다. 그러나 카를 대제의 784년 혹은 785년의 겨울철 공격은 성공적이었고, 프리기아인 부족공작과 그의 동맹들은 다시 고국으로 퇴각했다. 785년 바르덴가우에서 최종 패배한 뒤, 비두킨트는 자신과 작센족에 대한 더 이상의 신체적 상해가 없음을 보장하는 대가로, 프랑크 왕국에 항복하기로 정했다. 그와 작센족 귀족들은 아마도 아팅기에(Attigny)에서 카를 대제를 그의 대부로 하고 세례를 받았다. 이로써 비두킨트는 카를 대제와 평화 협정을 체결했고, 이후 프랑크족 군주들에 의해 귀족 계급으로 인정받았다. 그럼에도 작센 족의 분리독립, 저항은 804년 무렵까지 지속되었다.
785년경까지 그는 작센족의 지도자였고, 785년 이후로는 에크베르트(Egbert), 아보(Abo) 등이 작센족의 부족 지도자로 활동했다.
비두킨트의 세례 이후의 삶과 죽음에 대한 기록은 나타나지 않는다. 역사가 게르트 아르토프(Gerd Althoff)는 비두킨트가 만년에 수도원에서 투옥되었다고 추정한다. 그는 라이네하우 수도원(Reichenau Abbey)에서 만년을 보냈을 것으로 추정되나, 이를 인정하지 않는 학자들도 있다. 12세기의 한 자료에 의하면 그는 카를 대제의 왕비 힐데가르트 폰 히스파니아의 남동생 혹은 오라비이자 바이에른의 태수로 파견된 바아아르의 게르홀트(Gerold of Baar)에게 살해됐다고도 한다.
19세기 이후에 와서 독일의 기독교 민족주의자에 의해 그는 프랑스인 침략자에 맞서 싸운 영웅으로 보는 견해가 나타나기 시작했다.

## 같이 보기
- 암비오릭스
- 알라리쿠스 1세
- 아르미니우스
- 부디카
- 토틸라
- 베르킨게토릭스
- 비리아투스

## 참고 자료
- Lexikon des Mittelalters. IX. München.
- Springer, Matthias (2004). Die Sachsen. ISBN 3-17-016588-7.
- Reinhold Rau (Bearb.): Quellen zur karolingischen Reichsgeschichte. Teil 1: Die Reichsannalen. = Annales regni Francorum (= Ausgewählte Quellen zur Deutschen Geschichte des Mittelalters. Bd. 5, ISSN 0067-0650). Rütten & Loening, Berlin 1955 (Unveränderter reprografischer Nachdruck der Ausgabe von 1955. Wissenschaftliche Buchgesellschaft, Darmstadt 1966; Unveränderter reprografischer Nachdruck der Ausgabe von 1968. ebenda 1987, ISBN 3-534-06963-3; Unveränderter reprografischer Nachdruck der Ausgabe von 1987. ebenda 2008, ISBN 978-3-534-06963-7).
- Widukind of Corvey (2015). Deeds of the Saxons. ISBN 978-0-8132-2693-4. Trans. Bernard S. Bachrach and David S. Bachrach. Washington D.C.: The Catholic University of America Press.
- Stefan Brakensiek (Hrsg.): Widukind. Forschungen zu einem Mythos (= Stadt Enger. Beiträge zur Stadtgeschichte 9). Verlag für Regionalgeschichte, Bielefeld 1997, ISBN 3-89534-198-3.
- Torsten Capelle: Widukinds heidnische Vorfahren. Das Werden der Sachsen im Überblick. Verlag für Regionalgeschichte, Bielefeld 2008, ISBN 978-3-89534-741-2.
- Caspar Ehlers: Die Integration Sachsens in das fränkische Reich (751–1024) (= Veröffentlichungen des Max-Planck-Instituts für Geschichte 231). Vandenhoeck & Ruprecht, Göttingen 2007, ISBN 978-3-525-35887-0 (Zugleich: Würzburg, Univ., Habil.-Schr., 2005).
- Dieter Hägermann: Karl der Große. Herrscher des Abendlandes. Biographie (= List-Taschenbuch 60275). 3. Auflage. List, München 2006, ISBN 3-548-60275-4.
- Verena Hellenthal: Widukind. Der Widersacher in Sagen und Legenden. Sutton Verlag, Erfurt 2009, ISBN 978-3-86680-504-0.
- Christina Reinsch: Wildeshausen und Widukind. Zur Untersuchung eines Mythos. In: Oldenburger Jahrbuch. Bd. 96 (1996), S. 23–32 (online)
- Heinrich Schmidt: Widukind. In: Hans Friedl u. a. (Hrsg.): Biographisches Handbuch zur Geschichte des Landes Oldenburg. Hrsg. im Auftrag der Oldenburgischen Landschaft. Isensee, Oldenburg 1992, ISBN 3-89442-135-5, S. 791 f. (online).
- Matthias Springer: Die Sachsen (= Urban-Taschenbücher 598). W. Kohlhammer, Stuttgart 2004, ISBN 3-17-016588-7.
- Matthias Springer: Widukind. In: Reallexikon der Germanischen Altertumskunde (RGA). 2. Auflage. Band 33, Walter de Gruyter, Berlin/New York 2006, ISBN 3-11-018388-9, S. 581ff. (mit weiterer Literatur).
- Christof Spannhoff: Widukund. In: Westfälische Erinnerungsorte. Beiträge zum kollektiven Gedächtnis einer Region, hrsg. v. Lena Krull, Schöningh Verlag, Paderborn 2017, S. 31–46. ISBN 978-3-506-78607-4.
- Fritz Vater: Weking - Die Saga vom Heldenkampf in Niedersachsen. Hrsg.: Franz v. Bebenburg. Verlag Hohe Warte, Pähl 1956, S. 381.